# Mucc
Mucc (ムック, Mukku) (stylisé en MUCC et parfois 69, ce nombre pouvant se prononcer [muku] en japonais) est un groupe japonais de rock, originaire d'Ibaraki.

## Biographie

### Formation et débuts (1997–2001)
Mucc est formé en 1997 par le chanteur Tatto (qui changera de nom de scène en 2000 pour celui de Tatsurō), le guitariste Miya, le batteur Satochi et le bassiste Hiro. Leur nom proviendrait du yéti rouge Mukku, un personnage de l'anime Hirake! Ponkikki[réf. nécessaire]. Ils jouent leurs premières sessions en live au Mito Light House et y distribuent leur première démo, NO!? à la fin de la même année, suivi de la démo Aika le 20 mars.
En 1999, après plusieurs concerts et quelques maquettes, Hiro quitte le groupe, remplacé par Yukke, jusqu'alors le cadreur de Mucc. Le 25 décembre, grâce au soutien de Sakurai Ao, le guitariste de Cali≠gari, le groupe sort son premier EP, Antique, sous le label indépendant Misshitsu Neurose.
L'année 2000 sera l'occasion de multiples tournées à travers le Japon et à la préparation de leur premier album, Tsuuzetsu, qui sort le 7 janvier 2001 et bénéficie d'une ressortie le 17 juin sous le titre Tsuuzetsu ~inshouchigai~ (qui signifie « impression différente »). Il est suivi du mini-album Aishuu le 25 décembre, un ré-enregistrement de cinq titres de précédentes maquettes et comprenant une piste bonus, Roberto no Theme, reprise de la chanson The House of the Rising Sun.

### Ouverture internationale (2002–2005)
Tsuuzetsu est remasterisé le 10 juin 2002. Le 6 septembre 2002 sort Homura Uta, leur deuxième album, sous le label indépendant Danger Crue, distribué avec un CD bonus.
Zekuu, sorti le 3 septembre 2003, est leur premier album distribué par un label major, Universal Music, qui sera le même pour tous les disques qui suivront. Leur premier DVD live, Nihonrettou kontonheisei kokorononaka, enregistré au Tokyo Bay NK Hall en septembre, sort le 10 décembre. En 2004, après une série de concerts au Japon, sort le quatrième album de Mucc, Kuchiki no Tou, le 1er septembre.
Leur carrière prend une dimension internationale en 2005, où ils participent au festival de metal allemand Wacken Open Air avec de nombreux autres grands noms de la scène musicale. Ils profitent de leur passage en Europe pour donner deux concerts lors d'une tournée en août intitulée 2005 MUCC in Euro, le 7 à Hambourg (Markthalle), et le 9 à Paris (La Locomotive). Le label Soundlicious sort pour cette occasion une édition française d'Homura Uta accompagnée d'un DVD. Le 23 novembre sort leur cinquième album, Houyoku.

### Tournées mondiales et albums (2006–2009)

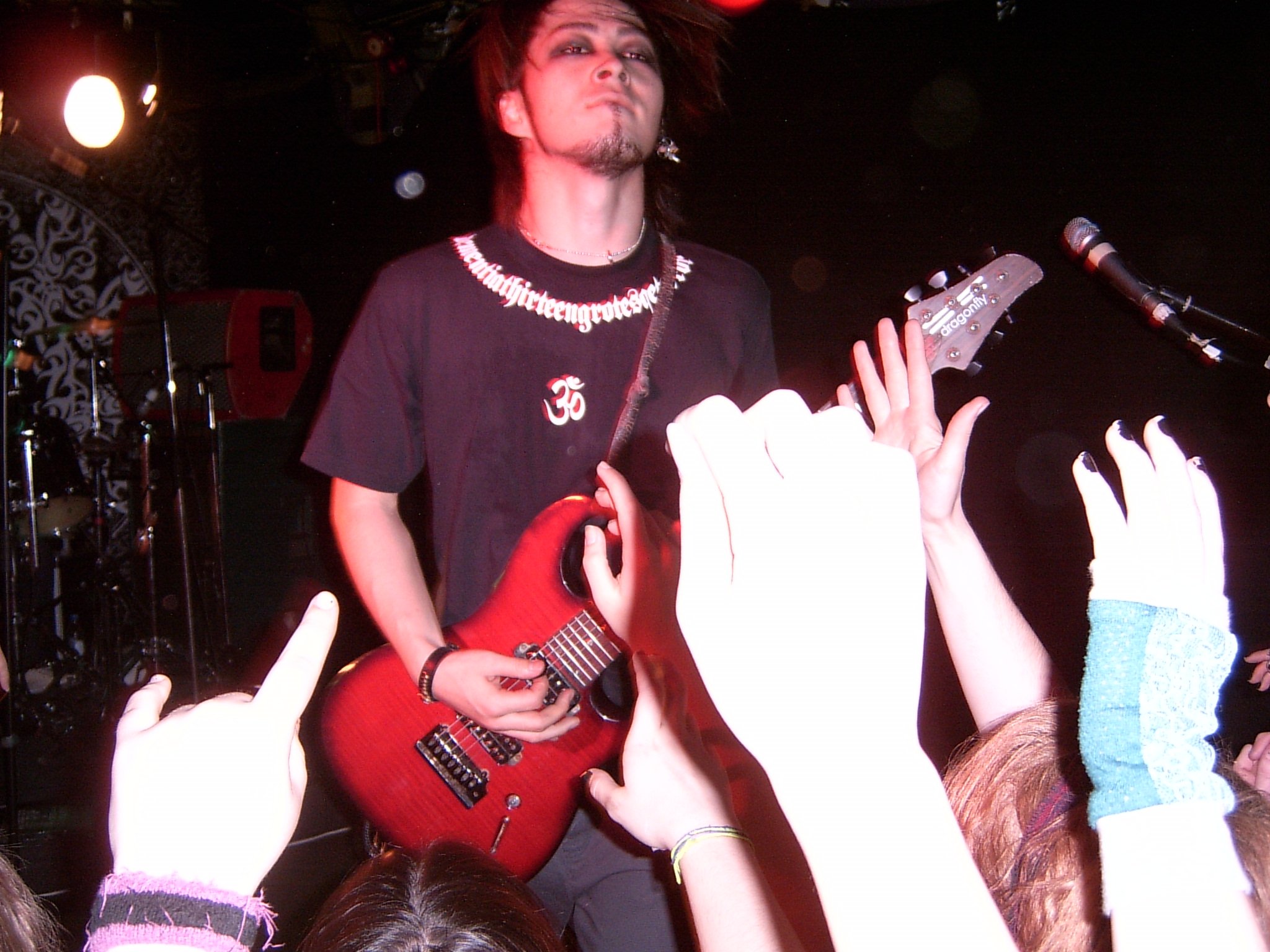
Miya, lors d'un concert à Londres en 2007.

Au début de 2006 sortent consécutivement l'édition européenne de Houyoku, le 27 janvier, sous le label Gan-Shin, et l'album 6 le 26 janvier, au Japon et en Europe simultanément. En mai, la tournée Mucc in Euro 2006 compte six dates en Europe, dont trois en France : le 10 à Bordeaux (Le Son'art), le 11 à Marseille (Le Poste à Galène), et le 14 à Paris (La Locomotive), et se poursuit en juillet aux États-Unis sous le nom WORLD TOUR EXTRA avec deux concerts durant l'Otakon. Enfin, le septième album du groupe, Gokusai, sort le 6 décembre.
Mucc réitère son World Tour en 2007 avec une dizaine de dates en mars dont une le 25 à Paris (La Locomotive) et quatre en Allemagne avec le groupe Balzac. À l'occasion du dixième anniversaire du groupe sortent deux compilations le 6 juin, intitulées Best of Mucc, qui regroupe entre autres de nombreux singles du groupe, et Worst of Mucc qui contient des raretés et de nombreuses faces B. Ils assurent également la première partie de la tournée japonaise de Guns N' Roses en juillet. Le titre Chain Ring, tiré du single Fuzz sorti le 31 octobre, est choisi comme générique de fin pour l'anime de Zombie-Loan.
En mars et avril 2008, Mucc participe à la tournée Taste of Chaos en Amérique du Nord, aux côtés, entre autres groupes, de Bullet for My Valentine, The Underneath et D'espairs Ray. Leur huitième album, Shion, sort le 26 mars. Le 4 mai, ils participent au Hide Memorial Summit, un festival donné en hommage aux dix ans de la mort de Hide, guitariste du groupe de rock japonais X Japan.
Le 4 mars 2009 sort le huitième album du groupe, Kyutai, suivi d'une tournée japonaise et de deux dates en juin dans des festivals de metal européen, le 27 au Metaltown en Suède et le 28 au Tuska Open Air en Finlande,. Deux compilations sortent en août : Coupling Best le 12 et Coupling Worst le 19, sur le même modèle que les deux précédentes. Le groupe retourne ensuite en Europe, où ils donnent lors de la tournée WORLD CIRCUIT 2009 -Solid Sphere- une vingtaine de concerts en octobre dont trois en France, le 20 à Strasbourg (La Laiterie), le 23 à Paris (Élysée Montmartre) et le 24 à Bordeaux (Barbey), puis font un crochet par l'Amérique du Sud où ils donnent un concert à Santiago (Teatro Novedades) le 29 octobre et à Mexico (Corco Volador) le 1er novembre.

### Shangri-La(2010–2013)
Le 6 octobre 2010 sort le dixième album de Mucc, Karma, dont le titre Yakusoku (single sorti le 9 juin) est choisi comme générique d'ouverture de l'anime Senkou no Night Raid. Il est suivi de la tournée japonaise Chemical Parade qui comprend une vingtaine de concerts entre octobre et décembre. Cette tournée se poursuit en Europe avec six dates en janvier 2011, dont le 23 à Paris (Élysée Montmartre). Le single Akatsuki, composé en hommage aux sinistrés du séisme du Japon survenu le 11 mars 2011, est en vente exclusivement lors des concerts du 21 et 22 mai au Nippon Budokan.
En 2012, Mucc célèbre ses quinze années de formation par une série de concerts au Japon et un DVD live, -MUCC 15th Anniversary year Live – "MUCC vs ムック vs MUCC". Le 22 août sort l'album Aishuu no Antique, une compilation remasterisée de pistes de leurs deux premiers EPs, Antique (1999) et Aishuu (2001), ainsi que certaines pistes provenant de leurs démos tapes Aka et Shuuka (1999). L'album fut vendu lors d'un live au Makuhari Messe, le 9 juin 2012. Le 28 novembre sort leur onzième album, Shangri-La, dont le titre Nirvana (single sorti le 7 mars 2013) est choisi comme générique d'ouverture de l'anime Inu x Boku SS et le titre Mother (single sorti le 31 octobre) comme générique de fin de l'anime de Naruto Shippuden. Le titre Kyōran Kyoshō -21st Century Baby- est utilisé comme thème du film d'horreur Fuan no Tane.
Le 30 octobre 2013 sort le single World's End dont le titre éponyme sert de générique d'ouverture à l'anime Meganebu!. L'album The End of the World sort le 25 juin 2014.

### Shangri-La(depuis 2014)
Le single Yue Ni Matenrou, sorti le 10 septembre 2014, sert de générique d'ouverture à l'anime Les Enquêtes de Kindaichi : Le Retour. Après la sortie du single Heide le 15 juin 2016, le titre Classic sort le 19 septembre 2016 et sert d'opening aux épisodes spéciaux Sign of Holy War de la série d'animation Seven Deadly Sins.
En décembre 2016, MUCC annonce son nouvel album Myakuhaku, qui sort le 25 janvier 2017 avec 14 pistes dont les singles Yue ni Matenrou, Classic et Heide. Après la sortie de Myakuhaku le 25 janvier 2017, Mucc donne une performance libre le 4 février. Le 29 mars 2017, Mucc publie le best-of, Best of Mucc II, suivi par Coupling Best II. Ils publient également trois albums de reprises, à commencer par Shin Tsūzetsu et Shin Hōmura Uta le 9 août 2017. Le troisième, intitulé Koroshi no Shirabe II: This is Not Greatest Hits est publié le 13 septembre.

### 2020: Départ de Satochi
En décembre 2020, Satochi, le batteur de Mucc, annonce quitter le groupe pour le printemps 2021, après 23 années de carrière et un ultime concert au Nippon Budōkan le 27 décembre 2020.

## Membres

### Membres actuels
- Tatsurō (逹瑯?) - chant (fait également partie du supergroupe Karasu (カラス?), formé en 2009 avec Hiroto (Alice Nine), Mizuki (Sadie), Dunch (Jealkb) et Kenzo (Ayabie)[49])
- Miya (ミヤ?) : guitare et chœurs (fait également partie du supergroupe GeKiGaKutai (激楽隊?), formé en 2003 avec Nezaki (La Vie En Rose), Tsuyoshi (Jully) et Yoshida (Three 9)[50])
- Yukke - basse (depuis 1999)

### Anciens membres
- Hiro - basse (1997-1999)
- SATOchi (SATOち)- batterie (1997-2021)

## Discographie

### Albums studio
- 2001 : Tsuuzetsu
- 2002 : Homura Uta
- 2003 : Zekuu
- 2004 : Kuchiki no Tou
- 2005 : Houyoku
- 2006 : 6
- 2006 : Gokusai
- 2008 : Shion
- 2009 : Kyutai
- 2010 : Karma
- 2012 : Shangri-La
- 2014 : The End of the World
- 2017 : Myakuhaku
- 2019 : Kowareta Piano To Living Dead
- 2020 : Aku
- 2022 : New World

### EP
- 1999 : Antique
- 2001 : Aishuu
- 2015 : T.R.E.N.D.Y. -Paradise from 1997-

### Compilations
- 2006 : Cover Parade
- 2007 : Best of Mucc
- 2007 : Worst of Mucc
- 2009 : Coupling Best
- 2009 : Coupling Worst
- 2012 : Aishuu no Antique

### Albums live
- 2005 : Kuchiki no Tou : Live at Roppongi
- 2007 : Psychedelic Analysis

### Singles
| Date | Title                        | Album                |
| ---- | ---------------------------- | -------------------- |
| 2000 | Shōfu/Hai                    | Tsuuzetsu            |
| 2001 | Aoban                        | No featured album    |
| 2001 | Akaban                       | Homura Uta           |
| 2002 | Fu o Tataeru Uta             | Homura Uta           |
| 2002 | Suisō                        | Homura Uta           |
| 2003 | Ware, Arubeki Basho          | Zekuu                |
| 2004 | Rojiura Boku to Kimi e       | Kuchiki no Tou       |
| 2004 | Monokuro no Keshiki          | Kuchiki no Tou       |
| 2005 | Kokoro no Nai Machi          | Houyoku              |
| 2005 | Ame no Orchestra             | Houyoku              |
| 2005 | Saishū Ressha                | Houyoku              |
| 2006 | Gerbera                      | Gokusai              |
| 2006 | Ryūsei                       | Gokusai              |
| 2006 | Utagoe                       | Gokusai              |
| 2006 | Horizont                     | Gokusai              |
| 2007 | Libra                        | Shion                |
| 2007 | Flight                       | Shion                |
| 2007 | Fuzz                         | Shion                |
| 2008 | Ageha                        | Kyutai               |
| 2009 | Sora to Ito                  | Kyutai               |
| 2009 | Freesia                      | Karma                |
| 2009 | Diorama                      | NC                   |
| 2010 | Yakusoku                     | Karma                |
| 2010 | Falling Down                 | Karma                |
| 2011 | Akatsuki                     | NC                   |
| 2011 | Arcadia (feat. Daishi Dance) | Shangri-La           |
| 2012 | Nirvana                      | Shangri-La           |
| 2012 | Mother                       | Shangri-La           |
| 2013 | Halo                         | NC                   |
| 2013 | World's End                  | The End of the World |
| 2014 | Ender Ender                  |                      |
| 2014 | Yue ni, matenrou             | Myakuhaku            |
| 2016 | Heide                        | Myakuhaku            |
| 2016 | Classic                      | Myakuhaku            |